# Przemysław Gosiewski
Przemysław Edgar Gosiewski (født 12. maj 1964, død 10. april 2010) var en polsk politiker som var medlem af det polske parti Lov og Retfærdighed. Han blev valgt ind i Sejm i 2001 og genvalgt den 25. september 2005, med 
31.253 af stemmerne. 
Han var formand for den stående komité for ministerrådet i Polen i perioden 2006-2007. Den 8. maj 2007 blev han Polens vicepremierminister, og havde stillingen indtil den 11. november 2007.
Han omkom under et flystyrt den 10. april 2010, sammen med bl.a. Polens præsident Lech Kaczyński.